# Helmut Krebs
Helmut Krebs (ur. 8 października 1913 w Dortmundzie, zm. 30 sierpnia 2007 w Dahlem) – niemiecki śpiewak, tenor.

## Życiorys
Studiował w Hochschule für Musik w Berlinie (1934–1937). Na scenie zadebiutował w 1938 roku w berlińskiej Städtische Oper. W latach 1945–1947 występował w operze w Düsseldorfie, następnie od 1947 roku związany był z zachodnioberlińską Städtische Oper. W 1963 roku otrzymał tytuł Kammersänger. Od 1963 do 1975 roku wykładał w Hochschule für Musik we Frankfurcie nad Menem.
Specjalizował się we współczesnym repertuarze operowym, jego najsłynniejszą rolą był Aaron w Mojżeszu i Aaronie Arnolda Schönberga. Wziął udział w prapremierowych przedstawieniach oper H.W. Henzego König Hirsch (1956) i Der junge Lord (1965). Występował też w repertuarze oratoryjnym, wykonując partie Ewangelisty w pasjach J.S. Bacha. Skomponował cykl pieśni do tekstów Wilhelma Buscha i Christiana Morgensterna.